# Fabrizio Crestani
Pour les articles homonymes, voir Crestani.
 (novembre 2023).
Si vous disposez d'ouvrages ou d'articles de référence ou si vous connaissez des sites web de qualité traitant du thème abordé ici, merci de compléter l'article en donnant les références utiles à sa vérifiabilité et en les liant à la section « Notes et références ».
Pas d'image ? Cliquez ici
Fabrizio Crestani, né le 17 décembre 1987 à Conegliano, Italie, est un pilote automobile italien.

## Biographie
Ayant commencé sa carrière automobile jusqu'en 2005, Crestani débute en monoplace en concourant en Formule Junior 1600 italienne. Auteur d'une prestation brillante tout au long de la saison, Crestani termine 4e du championnat, avec une victoire au compteur, battu au terme de la saison par Pasquale Di Sabatino, Mihai Marinescu et Jaime Alguersuari. En fin d'année, Crestani s'offre une pige en Formule 3 italienne, s'alignant au volant du baquet vacant no 15 du Corbetta Competizioni à Misano. Le plateau diminuant de plus en plus au cours de la saison, 7 pilotes seulement sont engagés l'épreuve de clôture. Crestani, seul pilote des engagés n'ayant pas couru la totalité ou la quasi-totalité de la saison ne fait pas long feu face à ses adversaires et s'élance de la dernière place lors des deux courses. En course, ne pouvant pas s'illustrer, l'Italien ferme la marche des deux épreuves, respectivement en sixième et septième place. Le règlement indiquant que les dix premiers de chaque pilotes marquent des points, tenant compte également des courses comptant moins de 10 engagés, Crestani a donc inscrit 10 points, synonyme de 13e place.
Dans la foulée de son week-end misanesi, Crestani s'est engagé à temps plein pour 2006 en F3 italienne, toujours au sein du Corbetta Competizioni. Il n'a pas remporté de courses mais a tout de même signé 5 podiums et une pole position, ce qui lui permit de se hisser en 5e place finale. Il a également fait une apparition dans le championnat britannique de Formule 3 sur ses terres, au Mugello. Pilote invité, la monture de Crestani, une Dallara datant de 2004, ne lui permet pas de jouer les positions du haut de tableau et se contente respectivement de la quinzième et quatorzième position. Engagé sous la catégorie "National", l'Italien est inéligible pour les points, du fait de sa situation de pilote invité.
En 2007, Crestani redouble la F3 italienne, de nouveau avec Corbetta. Après avoir enregistré deux pole positions à Misano, Crestani enregistre ses premières victoires en F3 italienne au Mugello, devant son coéquipier Mirko Bortolotti. Une troisième victoire suivra plus tard dans la saison à Vallelunga. Mais 5 abandons sont à déplorer car elles ne permettent pas d'améliorer la situation finale de la saison de Crestani: 5e avec 73 points, soit 3 de moins que l'année dernière.
Voulant se lancer dans un nouveau défi, Crestani est engagé par Euronova Racing pour l'International Formula Master. Il ne fera que les 3 premiers meetings, ne rentrant qu'une fois dans les points lors de la course écourtée de Pau, finissant 27e du classement général avec 0,5 point.
Ne voulant pas achever la saison 2008 par un échec, Crestani prend part à l'Euroseries 3000 chez GP Racing juste avant la moitié de la saison. Le classement final de Crestani, c'est-à-dire une 5e place, ne reflète pas exactement la demi-saison du pilote vénition: avec cinq podiums, dont trois victoires et un meilleur tour en dix courses, il fut le meilleur pilote de la deuxième partie de saison avec Adam Langley-Khan. Dans la supposition de concourir à plein temps, Crestani aurait pu jouer le titre. Engagé également en F3000 italienne, disputée lors des courses italiennes, hormis Maggione, et à Valencia, Crestani ne peut esperer remporter le titre, ne courant deux des quatre meetings initiales du championnat. 
Le rachat de BCN Competición par Tiago Monteiro en 2009, le rebaptisant Ocean Racing Technology, permet à Crestani de se donner une chance de s'illuster en GP2 Asia Series, devant les écuries de pointe de l'antichambre de Formule 1. Mais cela ne suffit pas car il finit la saison hivernale bredouille. Reprenant à temps plein l'Euroseries 3000 et la F3000 italienne, il fut engagé avec trois écuries différentes tout au long de la saison. Débutant avec la TP Formula durant 3 meetings, il doit s'orienter vers l'EmiliodeVillota.com Motorsport pour l'épreuve de Valencia, TP Formula ne faisant pas le déplacement en Espagne, ainsi qu'à Monza, meeting de clôture de la saison. Voulant impérativement disputer la course lombarde, il trouve finalement refuge chez Emmebi Motorsport. Ce triple changement d'écurie ne lui permet pas d'empocher le titre, malgré 6 podiums, et finit 4e en fin de saison. En ce qui concerne la compétition italienne, 2 podiums lui permettent de se contenter de la 5e position.
L'année 2010 fut contrastée pour l'Italien : Vladimir Arabadzhiev en partance pour la GP2 Series, DAMS propose le baquet vacant à Crestani pour courir à Imola. Après avoir abandonné lors de la première course, il échoue à la porte des points, en septième position. L'arrivée de Romain Grosjean chez DAMS provoque l'éjection de Crestani. Il retente sa chance chez Trident Racing, en vain. C'est alors que David Price Racing décide de l'engager en lieu et place de Giacomo Ricci pour les trois derniers meetings de la saison. À l'instar de sa prestation en GP2 Asia Series, il ne peut s'emparer de points et finit la saison les mains vides. 
Entreprenant à temps plein l'Auto GP au sein de l'équipe Lazarus aux côtés de son compatriote Fabio Onidi, Crestani clot la saison 2011 en sixième position, à seulement sept points de son coéquipier.
Lui faisant confiance, Lazarus, lui offre un baquet en GP2 Series, aux côtés de Giancarlo Serenelli. Malgré des débuts encourageants lors de la première course à Sepang, signant le point de la dixième place, Crestani ne réitère pas une place éligible pour les points et est remercié par l'écurie, le remplaçant par Sergio Canamasas.

## Carrière
- 2005: 
  - Formule Junior italienne 1600 (4e, 1 victoire)
  - Championnat d'Italie de Formule 3 (13e)
- 2006: 
  - Championnat d'Italie de Formule 3 (5e)
  - Championnat de Grande-Bretagne de Formule 3*
- 2007: Championnat d'Italie de Formule 3 (5e, 3 victoires)
- 2008: 
  - Euroseries 3000 (5e, 3 victoires)
  - Formule 3000 italienne (9e, 1 victoire)
  - International Formula Master (27e)
- 2008-2009: GP2 Asia Series
- 2009: 
  - Euroseries 3000 (4e)
  - Formule 3000 italienne (5e)
- 2010:
  - Auto GP
  - GP2 Series
- 2011: Auto GP (6e, 1 victoire)
- 2012: GP2 Series (24e, en cours)